# Marca de seqüència expressada
Una marca o marcador de seqüència expressada (EST, acrònim de l'anglès Expressed Sequence Tag), en biologia molecular és un fragment petit de la seqüència de nucleòtids transcrit i processat, ja sigui un trànscrit codificador de proteïna o no. Com que aquests clons consisteixen en ADN que és complementari al ARNm, els EST representen porcions de gens expressats, i solen aparèixer a les bases de dades com ADNc o ARNm.

## Obtenció i localització
Els EST s'obtenen per un procés de seqüenciació a l'engròs, en el qual se seqüencien alguns centenars de bases d'un dels extrems d'un ADNc provinent d'una llibreria d'ADNc. La seqüència resultant és un fragment d'entre 500 i 800 nucleòtids i de relativa baixa qualitat.
Els EST es poden localitzar a una determinada part dels cromosomes utilitzant tècniques físiques de localització gènica (p. ex. la tècnica FISH). Així mateix, si el genoma de l'organisme que ha generat l'EST està seqüenciat, es pot localitzar la posició fent un alineament de la seqüència de l'EST amb el genoma.

## Ús
Els EST s'han utilitzat per a la identificació de transcrits gènics i són una eina fonamental en el descobriment de nous gens i en la determinació de seqüències gèniques. La seqüenciació d'EST ha augmentat ràpidament en els últims anys.
El conjunt de gens definits per a l'espècie humana inclou la presència de milers de gens descrits únicament amb l'evidència experimental dels EST. En aquest aspecte, els EST esdevenen una eina molt útil per refinar la predicció dels trànscrits d'aquests gens i, fins i tot, de la seva funció. Així mateix, el teixit, l'òrgan o l'estat funcional de l'organisme (p. ex. càncer) en la qual s'obtenen aquests EST dona informació d'on i com pot actuar el gen en qüestió. A banda de la predicció de trànscrits, els EST contenen prou informació per dissenyar sondes que poden ser utilitzades en mètodes de determinació d'expressió gènica.